# Monte di Mandello
Monte di Mandello o Monte di Campione es una elevación montañosa situada en el municipio de Pasturo, en la Provincia de Lecco, Lombardía, al norte de Italia. Se encuentra al pie de la vertiente occidental de la Grigna Setentrional (también conocida como Grignone), dentro del grupo montañoso de las Grigne, y constituye un destino de senderismo de interés local.

## Geografía
El Monte di Campione se eleva cerca de la aldea de Baiedo y representa una altura intermedia entre el fondo del valle de la Valsassina y las crestas rocosas de la Grigna. El relieve se desarrolla en un entorno predominantemente boscoso, entre los 700 y los 1.100 metros sobre el nivel del mar, y domina la llanura de Pasturo y la cuenca del torrente Pioverna.

## Accesos
Se puede acceder fácilmente al monte desde Baiedo, Pasturo y la localidad de Cornisella, a través de senderos señalizados y caminos forestales. La zona es frecuentada para excursiones de baja y media altitud, recorridos educativos y actividades de observación de la naturaleza, especialmente en primavera y otoño. El Monte di Campione también es punto de paso para itinerarios hacia el Alpe Cova, el Alpe di Nava y el Rifugio Antonietta al Pialeral.

## Flora y fauna
La montaña está cubierta por bosques de hayas, carpes y castaños, con presencia de avellanos, fresnos y arces. La fauna es típica de las estribaciones prealpinas lombardas, con corzos, zorros, ardillas, y una variedad de aves, incluyendo pájaros carpinteros, busardos ratoneros y rapaces nocturnas.

## Interés excursionista
El Monte di Campione es especialmente apreciado para excursiones familiares y escolares, debido a su modesta altitud y la cercanía a los centros habitados. Sus laderas suaves y los senderos boscosos hacen que la zona también sea adecuada para actividades deportivas ligeras como el trail running, el nordic walking y el ciclismo de montaña.

## Historia y toponimia
El topónimo "Campione" podría derivar del latín campus (campo) o de un nombre personal. La zona está históricamente vinculada a actividades agroforestales y pastorales: aún se pueden observar pastizales, antiguos hornos de carbón vegetal y alpages en ruinas, visibles en terrazas y construcciones de piedra abandonadas.